# Traktat w Rijswijk
Traktat w Rijswijk (Traktat w Ryswick, pokój w Ryswick) – traktat podpisany 20 września 1697 roku, który kończył wojnę Francji z Ligą Augsburską.
Negocjacje warunków zaczęły się w maju, na miejsce obrad wybrano miasto Rijswijk, które leżało w połowie drogi pomiędzy Hagą i Delftem, gdzie mieściły się główne kwatery dowództw obu stron.

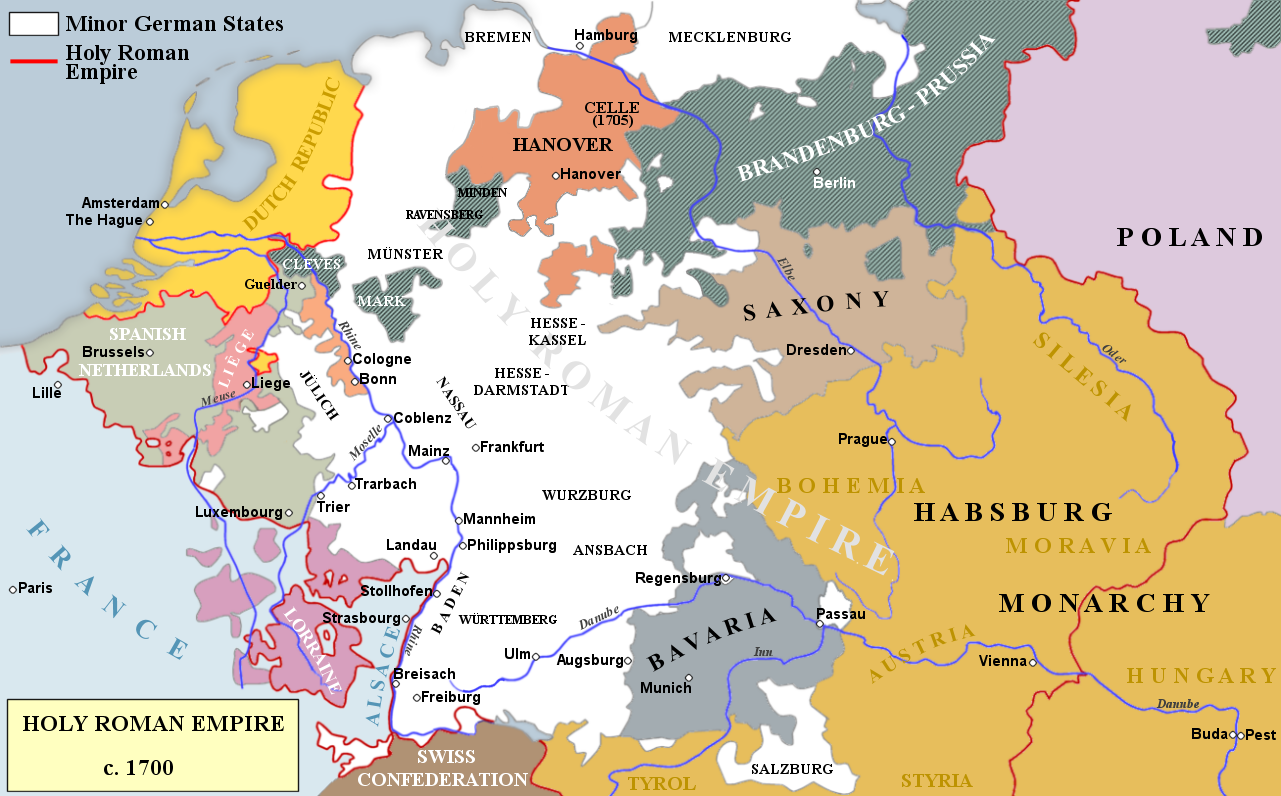
Święte Cesarstwo Rzymskie po traktacie

Po kilku tygodniach bezowocnych negocjacji, w czerwcu, Ludwik XIV i Wilhelm III Orański wybrali dwóch przedstawicieli, którzy spotkali się i zdołali uzgodnić warunki kompromisowe, których nie podpisali sojusznicy Wilhelma. Ostatecznie traktat podpisały Anglia, Hiszpania, Zjednoczone Prowincje i Francja. Święte Cesarstwo Rzymskie podpisało pokój 30 października.
Warunki pokoju stanowiły, że miasta zdobyte przez Francję od czasu traktatów z Nijmegen (1679) miały zostać zwrócone. Francja oddała Cesarstwu Fryburg Bryzgowijski, Breisach am Rhein i Philippsburg, zatrzymała natomiast Strasburg oraz otrzymała potwierdzenie posiadania kolonii Saint-Domingue oraz Puducherry i Nową Szkocję. Hiszpania natomiast odzyskała Katalonię, Mons, Kortrijk i Luksemburg. Niepodległość odzyskała Lotaryngia, w której do władzy powrócił Leopold I Józef, syn Karola IV.
Król Francji uznał ponadto Wilhelma jako króla Anglii, obiecał nie popierać Jakuba II Stuarta.
Z okazji pokoju w Rijswijk John Blow skomponował uroczysty hymn I was glad when they said unto me, który został wykonany 2 grudnia 1697 roku w katedrze św. Pawła w Londynie. Z tej samej okazji Jeremiah Clarke skomponował hymn O tell the World.